# 시티 아일랜드
《시티 아일랜드》(영어: City Island)는 미국에서 제작된 2009년 코미디 드라마 영화이다. 레이먼드 디펄리타가 연출, 각본을 맡고 주연 앤디 가르시아 등과 함께 제작에 참여하였다.

## 출연진
- 앤디 가르시아
- 줄리애나 마귤리스
- 스티븐 스트레이트
- 에밀리 모티머
- 에즈라 밀러
- 도미닉 가르시아로리도
- 앨런 아킨
- 커티스 쿡
- 버넌 W. 캠벨

## 기타 제작진
- 라인 제작: 게드 디커신
- 배역: 실라 재피, 메러디스 터커
- 미술: 프랭키 디아고
- 세트: 켈리 버니
- 의상: 테리 덩컨